# Эд де Витри
Эд де Витри (Eudes de Vitry; ум. 1132 или 1158) — граф Ретеля с 1124 (по правам жены), шателен Витри-ан-Пертуа.
В 1077 г. Симон де Валуа удалился в монастырь, и графство Витри получили его сестра Адель де Бар и её муж граф Шампани Тибо I. Тот поручил управление городом некоему дворянину по имени Эд.
Его должность шателена унаследовал сын — Эд де Витри. Он около 1105 года женился на Матильде де Ретель, дочери Гуго I, графа де Ретель. По стечению обстоятельств она в 1124 году получила владения отца.
Французский историк средневековья Арно Боден (Arnaud Baudin) утверждает, что Эд де Витри по старости лет удалился в монастырь Сен-Ван де Верден, где и умер не позднее 1132 года. А соправителем Матильды стал её сын Итье, который уже в 1127 году, при жизни родителей, назван графом Ретеля.
В начале 1143 года французский король Людовик VII захватил Витри и назначил шателеном Эда Шампанца (Эд I де Шамплит). Однако в 1147 году город был возвращён графу Шампани, и Итье де Ретель восстановился в должности шателена.
У Эда де Витри и Матильды де Ретель также было три дочери. Имена двоих не известны, третья — Иветта, жена Виллена д’Арзильера.